# Ашкадар (радио)
Ра́дио «Ашкада́р» (баш. «Ашҡаҙар» радиоһы) — круглосуточная башкирская просветительская радиостанция, в эфире которой звучат старинные народные песни, поэзия, часовые «круглые столы», радиоспектакли, программы с деятелями науки и культуры. Также в эфире архивные материалы фонда «Радио Башкортостана».

## История
Название радиостанция получила по названию реки в Башкортостане и старинной башкирской песни. Создан 7 февраля 2010 года. Вещание станции в записи было начато 4 апреля 2010-го года, в перспективе переход на полноценное вещание в прямом эфире. В штате новой радиостанции состоит 9 человек: 5 журналистов и 4 технических специалиста.

## Города вещания
Вещание осуществляется в диапазоне УКВ OIRT. Ранее на частотах Радио Ашкадар вещало Радио Юлдаш / ГТРК Башкортостан / Спутник FM.
- Белебей — 104,2
- Белорецк — 103,3
- Бирск — 88,5
- Киргиз-Мияки — 105,6
- Кумертау — 104,1
- Сибай — 103,8
- Туймазы — 100,8
- Уфа — 66,68

### Вещание свернуто
- Баймак — 69,20 (Частота закрыта)
- Белебей — 72,20 (Частота закрыта)
- Буздяк — 73,79 (Частота закрыта)
- Бураево — 70,04 (Частота закрыта)
- Верхнеяркеево — 68,78 (Частота закрыта)
- Иглино — 67,10 (Частота закрыта)
- Исянгулово — 73,70 (Частота закрыта)
- Киргиз-Мияки — 68,72 (Частота закрыта)
- Кумертау — 69,35 (Частота закрыта)
- Кушнаренково — 73,46 (Частота закрыта)
- Мелеуз — 68,33 (Частота закрыта)
- Месягутово — 68,60 (Частота закрыта)
- Нефтекамск — 68,39 (Частота закрыта)
- Стерлибашево — 70,34 (Частота закрыта)
- Фёдоровка — 72,59 (Частота закрыта)

Спутниковое вещание производится через спутники Intelsat 15 и Horizons 2 в FTA-режиме и в пакетах «Континент ТВ» и «Телекарта».

### ПЕРЕДАЧИ
Цикл передач на темы литературы на радио «Ашкадар» пользуется популярностью у слушателей.
Ведущая - Фарзана Губайдуллина http://www.bashinform.ru/news/787947-v-ufe-proydet-yubileynyy-vecher-izvestnoy-detskoy-pisatelnitsy-farzany-gubaydullinoy
Радиопроект «Птицы Башкортостана» (автор Миляуша Галеева) в 2015 году впервые вошел в число финалистов конкурса «Радиомания-2015». Радиослушатели знакомятся с пернатыми обитателями родного края. вице-президент Российской академии радио Юрий Костин отметил:  Главное, что уровень региональных радиожурналистов очень поднялся, однозначно достигнув столичных стандартов. Более того, некоторые программы - это образец настоящего, классического радио, где качество и четкость работы, звук, уникальность звукового материала на первом плане. На всех академиков РАР произвел впечатление, конечно же, вышедший в финал проект просветительского радио "Ашкадар" "Птицы Башкортостана" - мы услышали редчайшие, которых скоро будет не услышать, птичьи голоса. Авторы, поэкспериментировав со звуком, словно погрузили все жюри в чащу леса... ("Российская газета" - Федеральный выпуск №6716(145))
В 2015 году радио «Ашкадар» выпустило диск-аудиокнигу на башкирском языке «Мөхәббәт һәм яҙмыш хаҡында» («О любви и судьбе»). Лирические рассказы читают легендарные профессиональные актеры и дикторы радио Лира Файзуллина, Галимнур Бикбулатов, Нурия Ирсаева, Наиля Галяутдинова, Хурматулла Утяшев, Ильсияр Газетдинова.
Программа «Беҙҙең донъя» («Наш мир»), с участием вип-гостей.